# Monte Forato (Alpi Apuane)
Il monte Forato o Pania Forata è una montagna della catena toscana delle Alpi Apuane, nella provincia di Lucca.
Questo monte ha due vette di altezza e dimensioni simili, la più alta delle quali raggiunge i 1.230 metri s.l.m., mentre la seconda, più a nord, ha una elevazione di 1.204 metri e una croce sulla sommità; tuttavia, la caratteristica principale da cui deriva il nome di questa montagna è la presenza di un arco naturale di notevoli dimensioni tra le due cime.

## Descrizione
L'arco naturale si è formato per l'erosione di acqua e vento sulla roccia calcarea del monte Forato, ha una campata di 32 metri e una altezza massima al di sopra del passo sottostante (detto 'Passo dell'arco') di 25 m, lo spessore della roccia che forma l'arco è circa 8 metri mentre l'altezza è circa 12 metri, queste misure ne fanno uno dei più grandi archi naturali italiani. È visibile sia dalla Versilia che dalla Garfagnana, in alcuni giorni dell'anno si può osservare il sorgere del sole attraverso l'arco dalla costa tirrenica e da i vicini paesi di Volegno e Pruno.
Caratteristico, dalla Garfagnana il doppio tramonto che in determinate giornate dell'anno si può osservare da diversi paesi. Il sole, infatti, in giorni precisi dell'anno tramonta allineandosi sul foro del monte Forato. Si ha, così, l'effetto di un doppio tramonto, il sole, infatti sparisce una prima volta dietro la cresta del forato per riapparire, immediatamente dopo, attraverso il foro.

## Escursioni
Il sentiero diretto per raggiungere il Forato parte da Cardoso (Sentiero CAI 12) e permette di raggiungere la vetta in breve tempo, ma con un dislivello di oltre 800 metri da effettuare in poche ore.

## Leggenda
La leggenda del monte Forato narra che San Pellegrino vivesse in queste zone pregando e costruendo croci. Il demonio, infastidito dalla sua presenza, gli si avvicinò e gli diede un forte schiaffo, tanto da tramortirlo. Il santo però si rialzò e rispose al diavolo con un altro schiaffo tanto forte da farlo volare contro la montagna e terminare il suo volo nel mare della Versilia. Da questa vicenda leggenda vuole che si sia creato il foro da cui prende nome il monte.